# نازک‌نی
نازُک‌نِی یا فیبولا (به انگلیسی: Fibula) استخوانی است که هم‌راستا با استخوان درشت‌نی ساق پا و در سمت خارج آن قرار دارد و میان زانو و مچ پا قرار گرفته‌است.
در ساختار مچ پا سه استخوان درشت‌نی، نازک‌نی و قاپی شرکت دارند که توسط رباط‌هایی مثل رباط دالی، رباط قاپی‌نازک‌نئی (تالوفیبولار) پیشین و پسین و غیره پشتیبانی می‌شوند.

## توصیف
نازک‌نی استخوانی تقریباً هم‌طول درشت‌نی ولی نازک‌تر از آن است که در کنار درشت‌نی قرار گرفته است. بالاترین و پایین‌ترین قسمت نازک‌نی یعنی پهنه استخوان (متافیز)، حجیم‌تر از وسط آن است. پهنه بالایی نازک‌نی را سر نازک‌نی می‌نامند. سر نازک‌نی در کنار لقمه (کندیل) بیرونی درشت‌نی قرار گرفته و مفصل درشت‌‌نئی‌نازک‌نئی (تیبیوفیبولار) بالایی را می‌سازد. پهنه (متافیز) پایینی نازک‌نی در واقع قوزک بیرونی را می‌سازد. قوزک خارجی و سر نازک‌نی هر دو در زیر پوست قابل لمس هستند. سطح داخلی قوزک خارجی با سطح خارجی استخوان قاپ (تالوس) مفصل می‌شود.
کمی بالاتر از سقف درشت‌نی، استخوان نازک‌نی در یک فرورفتگی مقعر که در سطح خارجی استخوان درشت‌نی است قرار گرفته و مفصل درشت‌‌نئی‌نازک‌نئی زیرین را می‌سازد که به آن بند (سندسموز) درشت‌‌نئی‌نازک‌نئی هم می‌گویند.